# Nang Talung

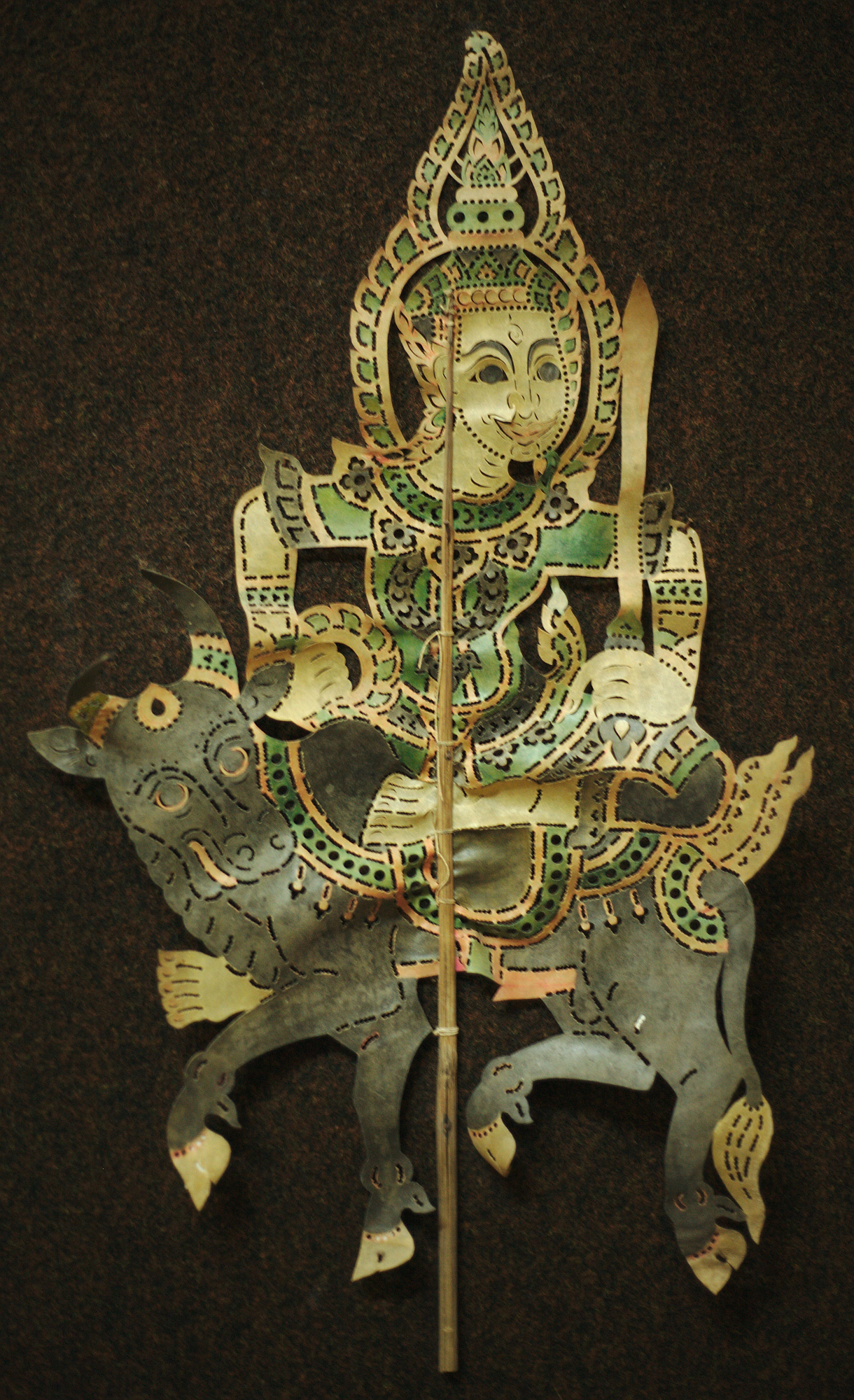
Figur des Phra Isuan (Shiva) auf seinem Reittier, dem schwarzen Bullen (Nandi).

Nang talung (Thai หนังตะลุง), auch nang kuan, kurz nang, ist eine Form des Schattenspiels, die im Süden Thailands als Volkstheater bei Familienfeiern und Dorffesten aufgeführt wird. Die mit durchschnittlich 50 Zentimeter Länge kleinen, durchscheinenden Figuren werden ebenfalls im gleichartigen Schattenspiel wayang kulit gedek in Malaysia verwendet und unterscheiden das nang talung von den großen Figurenplatten der höfischen Tradition des nang yai-Tanzdramas, das in der Umgebung von Bangkok in Zentralthailand vorkommt. Bis Anfang des 20. Jahrhunderts wurden hauptsächlich Geschichten aus dem Ramakian inszeniert, heute werden dessen Handlungsstrukturen mit politischen Themen und gesellschaftlichen Ereignissen aus dem Leben in den Dörfern verknüpft. Nang talung-Aufführungen sind bei öffentlichen Festveranstaltungen gegen Eintritt zu sehen, andere erfüllen eine zeremonielle Funktion bei Familienfeiern.

## Verbreitung
In Thailand kommen in drei Regionen eigene Schattenspieltraditionen vor, von denen das Spiel mit großen Figurenplatten, nang yai, die von den vor und hinter dem Bildschirm tanzenden Darstellern in beiden Händen gehalten werden, das älteste ist. Das nang yai gehörte zu den vom Königshaus in Zentralthailand zur Unterhaltung organisierten, mehrtägigen Festveranstaltungen. Dieses Schauspiel hieß früher schlicht auf Thailändisch nang („Haut“, „Pergament“, „Leder“). Das Adjektiv yai („groß“) wird seit der zweiten Hälfte des 19. Jahrhunderts zur Abgrenzung vom südthailändischen nang talung ergänzt. Der Zusatz talung steht für die Ursprungsregion Phatthalung, eine Provinz in Südthailand. Die regionale Bezeichnung im Süden ist nang kuan, benannt nach dem Dorf Kuan Prao in Phattalung, in welchem nach der Tradition das Schattenspiel entstanden sein soll. Während der Regierungszeit von König Rama III. (reg. 1824–1851) wurde das südthailändische Schattenspiel in Zentralthailand seinem vermeintlich malaiischen Ursprung gemäß nang kaek genannt, denn kaek werden in Thailand Inder und muslimische Asiaten genannt. Nach einem Bericht soll Chaophya Surawong Waiyawat (Won Bunnag) nang talung nach Bang Pa-in nördlich von Bangkok gebracht haben, um es König Chulalongkorn (Rama V., reg. 1868–1910) vorzuführen. Bereits zuvor dürfte es nang talung-Aufführungen auch in Zentralthailand gegeben haben. Des Weiteren gibt es ein wenig bekanntes thailändisches Schattenspiel mit kleinen Figuren in der Umgebung von Ubon Ratchathani im Nordosten des Landes, das nang pramo thai (nang bra mo thai) genannt wird. Eine in den 1920er Jahren in Ubon gegründete Schattenspieltruppe trat im gesamten Nordosten bis nach Vientiane in Laos auf, geriet aber in den 1930er Jahren durch die zunehmende Popularität des vermutlich Ende des 19. Jahrhunderts entstandenen Volkstheaters likay ins Abseits. Seit dem Ende des Zweiten Weltkriegs kann sich das Schattenspiel im Nordosten gegenüber anderen Volksunterhaltungen in bescheidenem Rahmen behaupten.
Das nang yai mit großen, von Darstellern getragenen Figurenplatten geht vermutlich auf das entsprechende Schauspiel sbek thom (auch nang sbek) in Kambodscha zurück. Das nang talung steht außer mit dem wayang kulit gedek, das Thais in den malaysischen Bundesstaat Kelantan und Kedah zeigen, auch mit dem kambodschanischen sbek touch (auch nang trolung oder nang kaloung) in Verbindung. Das wayang gedek in Malaysia unterscheidet sich vom nang talung geringfügig in der Gestaltung der Spielfiguren, der musikalischen Begleitung und einer reduzierten Anrufungszeremonie an die Götter vor dem Beginn des Spiels, die auf die muslimische Umgebung Rücksicht nimmt. Außer dem aus Thailand stammenden wayang kulit gedek sind in Malaysia drei weitere Schattenspielformen bekannt, die Übernahmen aus Java sind. Das wayang kulit Siam ist trotz seines Namens ein Schattenspiel, das von muslimischen Malaien in den Dörfern der Malaiischen Halbinsel bis zu der Malaiisch sprechenden Bevölkerung im Süden Thailands aufgeführt wird. In den drei südlichsten Provinzen Thailands stellen malaiische Muslime die Mehrheit der Bevölkerung. Ihr wayang kulit Siam ist eine vom nang talung der thailändischen Buddhisten unabhängige, parallele Schattenspieltradition. Hinzu kommen im malaysischen Teil der Halbinsel wayang kulit Jawa (die Adaption des alten javanischen wayang kulit purwa) und das heute nicht mehr aufgeführte wayang kulit Melayu.
Anfang des 20. Jahrhunderts verschwand das höfische nang yai nahezu vollständig; heute wird diese älteste thailändische Theaterform nur noch an drei Orten als museales Kulturgut am Leben gehalten. Das nang talung war noch bis in die 1950er Jahre in der Zentralregion bekannt. Seitdem ging das Wort nang an das Kino als die populärste Unterhaltungsform über. Nang klarng plaeng heißt ein Wanderkino, bei dem an öffentlichen Plätzen eine Leinwand aufgespannt wird und chinesische Action-Filme gezeigt werden. Anders als das einst unter der Obhut des Königs stehende nang yai ist nang talung eine dörfliche Theaterform, deren Publikum aus Bauern und einfachen Arbeitern besteht. In diesem Umfeld wird es weiterhin aufgeführt. Seit Ende des 20. Jahrhunderts finden zunehmend spezielle Aufführungen für Touristen statt und der Subdistrikt Tha Madua südlich der Stadt Phatthalung wird als „Kunsthandwerkerdorf“ beworben, in dem Touristen Schattenspielfiguren kaufen können. Im Dorf, das als Geburtsort des Schattenspiels gilt, werden auch Spielfiguren für die aktiven Schattenspieltruppen angefertigt.
Das nang talung wird hauptsächlich von den thailändischen Buddhisten in den südlichen Provinzen Nakhon Si Thammarat, Phatthalung, Songkhla und Trang aufgeführt. Nach Norden ist es bis in die Provinzen Surat Thani und Chumphon verbreitet. Der Verbreitungsschwerpunkt ist die Ostküste, besonders die ersten drei genannten Provinzen. Nach einer Schätzung gab es in den 1980er Jahren in ganz Südthailand bis zu 200 Schattenspieler. Die meisten stammten aus dem ländlichen Raum und besaßen eine geringe Schulbildung, die beliebtesten fanden ihr Publikum in den größeren Städten. Nang talung gilt als die beliebteste traditionelle Kulturveranstaltung bei den unteren Bevölkerungsschichten in Südthailand. Eine andere traditionelle Unterhaltungsform im Süden ist das Tanzdrama manora (auch manora chatri).

## Herkunft

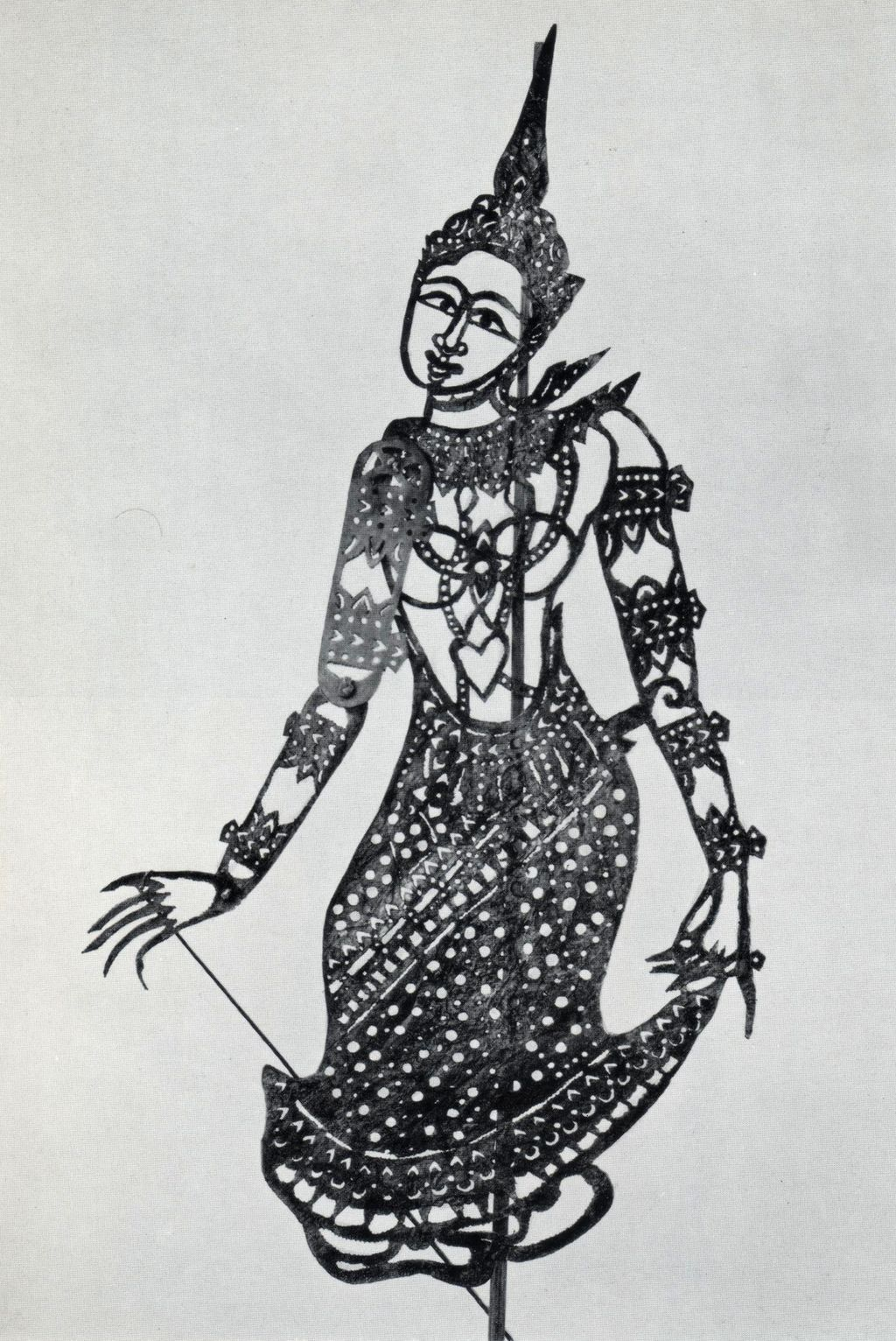
Nang Sida (Sita) als Königin. 82,5 cm hoch, gelbbraune, unbemalte Tierhaut. Gesicht und Körper weitgehend frontal dargestellt. Der unbekleidete Oberkörper ist ausgeschnitten, damit er weiß erscheint. Ein beweglicher Arm. Ende 19. Jahrhundert.

Die südostasiatischen Schattenspiele entwickelten sich nach allgemeiner Überzeugung unter dem Einfluss der indischen Kultur, die sich in den ersten nachchristlichen Jahrhunderten vermutlich von Südindien ausgehend nach Sumatra, Java, auf die Malaiische Halbinsel und nach Funan im Gebiet des heutigen Kambodscha ausbreitete. Die Frage ist nur, ob die indischen Schattenspieltraditionen über Java nach Norden oder zuerst nach Kambodscha gelangten und von dort weitergetragen wurden. Das nang yai (dort Näheres zur allgemeinen Ausbreitung des Schattenspiels in Südostasien) gelangte vermutlich über Kambodscha, wo das sbek thom im Reich der Khmer von Angkor (9. bis Anfang 15. Jahrhundert) oder möglicherweise bereits vorher bekannt war, spätestens mit der Eroberung durch das Königreich Ayutthaya nach Thailand. Die Herkunft des nang talung ist dagegen weniger klar. Dem irisch-malaysischen Kulturhistoriker Mubin Sheppard (1968) zufolge erhielt das kambodschanische nang trolung seinen Namen nach einer alten Khmer-Stadt namens Trolung, in der es entstanden sei. Sheppard erkennt einen frühen Kulturkontakt zwischen den malaiischen Königreichen Ligor und Pattani mit dem Khmer-Reich, als ein malaiischer Prinz unter dem Königsnamen Suryavarman I. in der ersten Hälfte des 11. Jahrhunderts über Angkor herrschte. Schriftliche Quellen, die eine Existenz oder gar eine Herkunft des nang talung aus dem Khmer-Reich um diese Zeit belegen, sind nicht vorhanden. Es gibt lediglich gemeinsame Merkmale der zum Ramayana gehörenden Schattenspielfiguren des nang trolung, die noch heute in Battambang gezeigt werden, und malaiischen Figuren desselben indischen Epos aus den Bundesstaaten Kelantan und Trengganu, die aus dem Ende des 19. Jahrhunderts stammen, als sich noch nicht der thailändische Einfluss auf die Kostümierung durchgesetzt hatte. Für einen Einfluss der Khmer spricht laut Sheppard außerdem das gänzlich andere Aussehen der javanischen Schattenspielfiguren.
Zusammengefasst müsste nach dieser These das nang talung aus dem kambodschanischen Ort Trolung stammen. Dagegen vertritt E. H. S. Simmonds (1961) die Ansicht, das nang talung sei von Süden über die Schattenspieltraditionen in Kelantan gekommen.
Die Art der Schattenspielfiguren, die beim nang talung meist nur einen beweglichen Arm mit Drehpunkten an Schulter, Ellbogen und Handgelenk haben, entspricht dem wayang kulit Siam und einigen südindischen Schattenspieltraditionen, etwa dem Tholpavakuthu, wo solcherart einfach bewegliche Figuren neben statischen Figurenplatten vorkommen. Die Figuren des javanischen wayang kulit sind dagegen abgesehen von wenigen statischen Szenenplatten, vor allem dem gunungan, meist deutlich beweglicher und verfügen über mehrfach bewegliche Arme und Beine. In Java spricht nur ein Spielführer (dalang) den Erzähler und sämtliche Rollen, ebenso wie teilweise beim nang talung. Manchmal teilen sich jedoch beim nang talung der Spielführer und ein Gehilfe die Rolle des Sprechers und Vorführers. In diesem Fall sitzen die beiden links und rechts unter der Lampe. Beim kambodschanischen nang trolung assistieren dem Spielführer (khru, von Sanskrit guru) üblicherweise zwei Helfer und gelegentlich spricht eine Frau die weiblichen Rollen. Auch in dieser Hinsicht stehen beide Schattenspiele den südindischen Formen näher.

## Aufführungspraxis

### Aufbau und Anrufungszeremonie

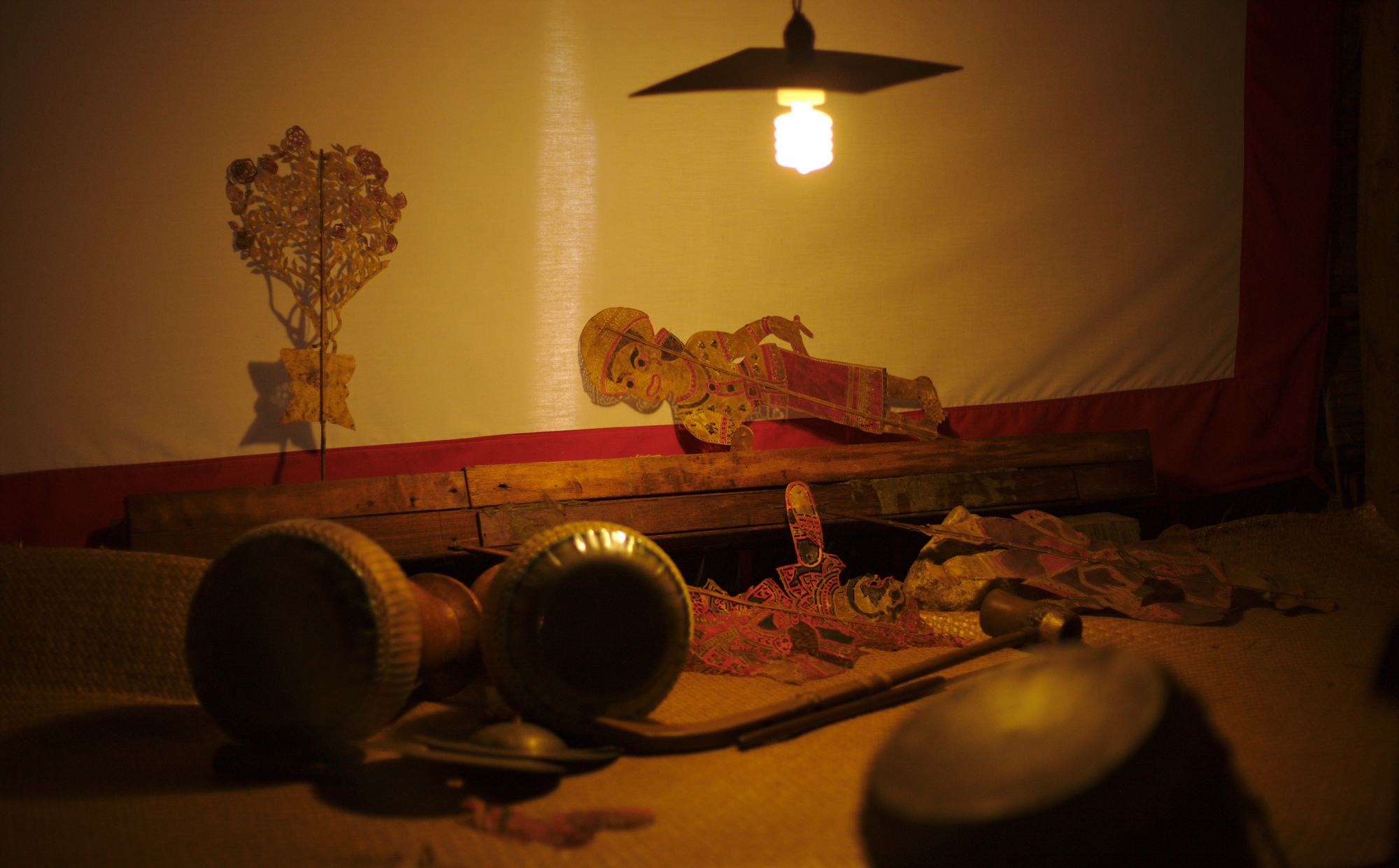
Bühne hinter dem Bildschirm im Institut für südthailändische Studien an der Thaksin-Universität in Songkhla.

Die Anlässe für eine Aufführung sind ähnlich wie bei anderen Schattenspieltraditionen in der Region: Nang talung kann bei öffentlichen, weltlichen Festveranstaltungen, bei religiösen Festtagen in einem Wat oder bei einer kommerziellen Veranstaltung eines Wirtschaftsunternehmens gezeigt werden. Zu den privaten Anlässen im Familienkreis gehören Übergangszeremonien, etwa bei Bestattungen oder beim Eintritt eines Sohnes als Novize in ein buddhistisches Kloster. Häufig gehört ein Schattenspiel zur Erfüllung eines Gelübdes, das jemand gegenüber einem hilfreichen Geist abgelegt hat, falls dieser ein krankes Kind aus einem mutmaßlichen Zustand der Besessenheit befreit oder von einer anderen Krankheit angeblich geheilt hat. Die Kosten einer Schattenspieltruppe (rong), bestehend aus Vorführern und Musikern, richten sich nach ihrer Bekanntheit, der Länge der Anreise und in geringerem Maß nach dem Anlass. Für den wohlhabenden privaten Auftraggeber bringt die Bestellung eines Schattenspiels einen Prestigegewinn innerhalb der Gemeinschaft. Bei öffentlichen Festen zahlen die Besucher Eintritt.
Üblicherweise wird für ein Schattenspiel im Freien eine provisorische Bühne errichtet. Diese besteht aus einer ungefähr zwei Meter über dem Boden errichteten Plattform (rong nang), die drei Meter an der Front und zwei Meter an den Seiten misst und mit einem flachen Dach üblicherweise aus Bambusstangen und Palmwedeln gedeckt ist. Die Rückseite bleibt offen, während beide Seiten der Hütte blickdicht geschlossen sind. Nach anderen Angaben besitzt das Bühnenhaus Seitenlängen von fünf auf fünf Metern. Den Bildschirm bildet – bei entsprechender Größe des Bühnenhauses – eine fünf Meter lange und drei Meter hohe, weiße Leinwand, die aus einer ein Meter breiten und einer zwei Meter breiten Stoffbahn zusammengenäht sein muss. Im Bereich des oberen, schmäleren Streifens, der den Himmel darstellt, werden die Götter und andere himmlische Figuren bewegt. Der untere Streifen, über den die niedrigeren Figuren bewegt werden, verkörpert die Erde. Der Bildschirm darf nicht nach Westen zeigen. Andere rituelle Verbote untersagen den Aufbau der Bühne an bestimmten, Unglück bringenden Plätzen, zu denen ein Friedhof, ein Platz unter großen Bäumen und eine Senke mit einem Teich gehören. Das Publikum sitzt vor dem Bühnenhaus auf dem Boden.
Die während des Spiels nicht benötigten Spielfiguren werden in einen Bananenstamm gesteckt, der hinter dem Bildschirm auf dem Plattformboden liegt. Die früher verwendeten Öllampen, die an der Decke hinter dem Bildschirm aufgehängt wurden, sind elektrischen Glühbirnen gewichen. Zu den Modernisierungen gehören ebenso Mikrofon und Lautsprecher, mit denen der Spielführer seine Stimme verstärkt. Das Musikensemble setzt sich aus fünf bis zehn Musikern zusammen, die je nach Art der Inszenierung thailändische Instrumente des kleinen höfischen Orchesters pi phat chatri verwenden, Popmusik mit E-Gitarren, Keyboard, Conga und Schlagzeug spielen oder beides verbinden. Zu dem aus fünf Instrumenten bestehenden pi phat chatri gehören die paarweise geschlagene Bechertrommel thon als wichtigstes Rhythmusinstrument, das Doppelrohrblattinstrument pi nai, der mittelgroße, hängende Buckelgong khong mong, die Hartholzklapper krub und die Handzimbel ching als Taktgeber. Ein Musiker bedient häufig die Klapper mit der linken Hand, während er mit der rechten Hand den Gong schlägt. Bei einer öffentlichen Veranstaltung beginnt das Schattenspiel üblicherweise um Mitternacht und dauert bis zur Morgendämmerung; Aufführungen im privaten Rahmen fangen am Abend nach Einbruch der Dunkelheit an und dauern ebenfalls die ganze Nacht oder solange die Zuschauer ausharren. Um Mitternacht machen die Akteure eine Stunde Pause.
Die Anrufungszeremonie (Wai Khru) vor Beginn der Aufführung kann über eine Stunde dauern und ähnelt derjenigen beim nang yai. Sie zeigt, dass der Spielführer wie bei anderen Schattenspielen der indischen Tradition als religiöser Zeremonienleiter gesehen wird. Drei Spielfiguren werden in der Mitte der Bühne aufgestellt. Als erste erscheint die Figur des Rüsi (Einsiedler, entspricht einem Rishi in der indischen Mythologie), der von den Puppenspielern als Erfinder der Theaterkunst allgemein und als geistiger Lehrer und Urahn ihres Schattenspiels verehrt wird. Der Spielführer rezitiert stumm einige magische Anrufungen (khatha, von Pali gatha), mit denen einige Gottheiten, Dämonen und Buddha um Beistand gebeten werden, damit sie schädliche Einflüsse von der Vorstellung und ihren Teilnehmern fernhalten. Anschließend wird die Figur des Phra Isuan (Shiva) geholt, der auf seinem Reittier, dem Bullen (Nandi) sitzt und wie Rüsi als großer Lehrer gilt. Shiva wird nicht in erster Linie als Weltenschöpfer wie sonst, sondern als Erschaffer der darstellenden Künste angesprochen. Die dritte Figur ist ein junger Prinz, rup naa bot („Figur, die der Erzählung vorausgeht“). Der Prinz, der eine Lotosblüte in der Hand hält, aber keine Krone trägt, zollt wiederum den Göttern, Schutzgeistern und Hausgeistern (phi ruan) Respekt. Er verkörpert offensichtlich Phra Narai (Vishnu). Schließlich erscheint eine vierte Figur, die ein Spaßmacher (thua talok) oder ein weiterer Einsiedler sein kann. Die Lehrer werden nochmals angesprochen, um die Spielfiguren zum Leben zu erwecken, damit nunmehr das Spiel beginnen kann.

### Charaktere

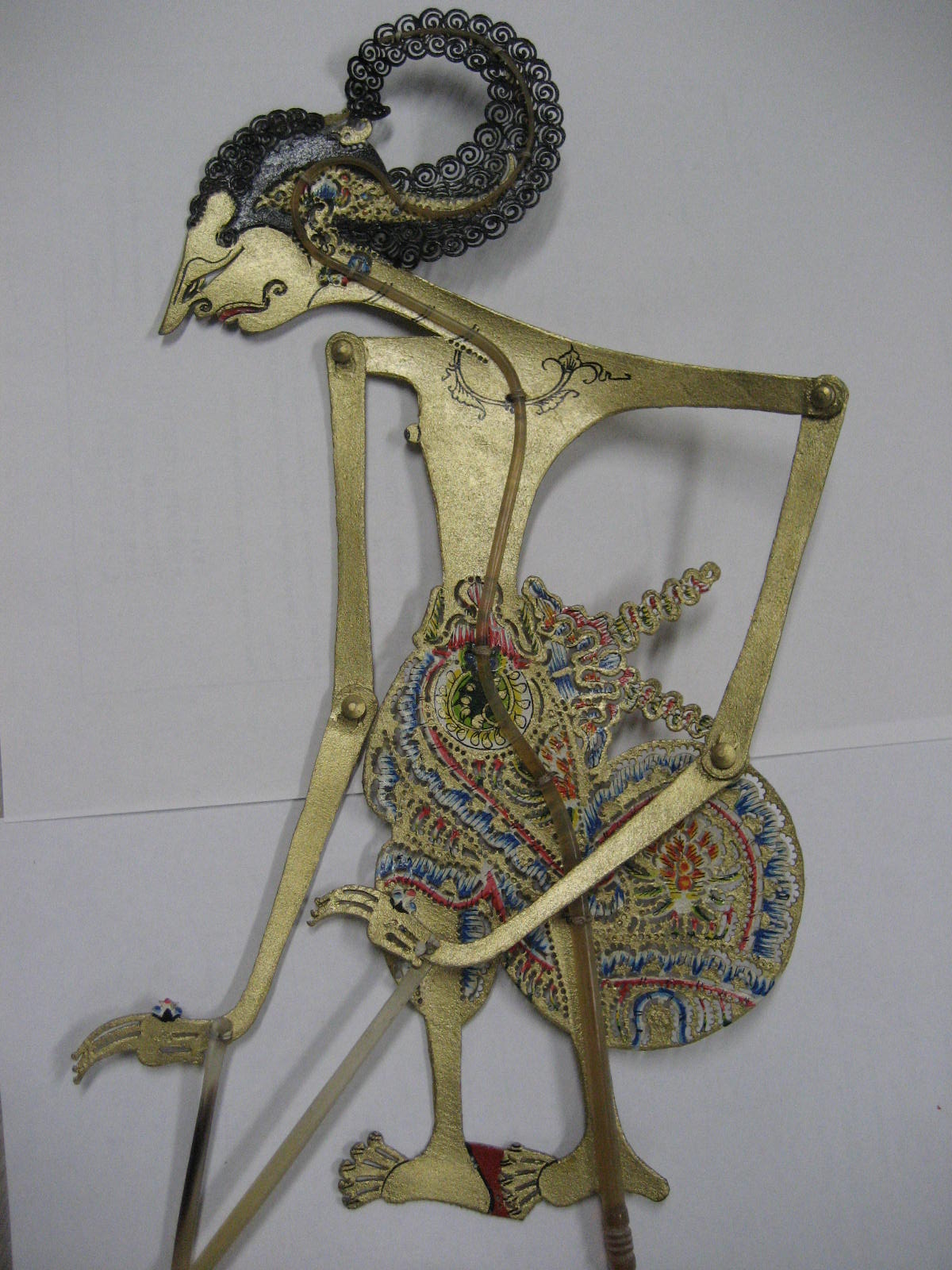
Arjun (Arjuna) des javanischen wayang kulit purwa mit Vogelgesicht und zwei beweglichen Armen.

Anders als beim javanischen wayang kulit, bei dem die Hauptfiguren abstrahierte, vogelkopfartig starre Gesichter besitzen, sind die Gesichter und Körper der nang talung-Figuren wesentlich lebensechter dargestellt. Es gibt zwischen 70 und 100 verschiedene Figurentypen, die nach ihrer Größe in klein (etwa 30 Zentimeter breit und 40 Zentimeter hoch), mittel (50 Zentimeter breit und 70 Zentimeter hoch) und groß (80 Zentimeter breit und 100 Zentimeter hoch) eingeteilt werden. Die Auswahl der Figuren erfolgt nach der Bildschirmgröße. In geschlossenen Räumen werden typischerweise eher kleinere Figuren verwendet als im Freien. Die Figuren werden aus getrockneter Rindshaut ausgeschnitten, bemalt und gefirnist. Viele alte Figuren sind nicht bemalt. Ein Bambusstab wird an der Rückseite fixiert, um die Figur in der Hand zu halten; mit einem zweiten Bambusstab lässt sich bei den meisten Figuren ein Arm bewegen. Spaßmacherfiguren haben zwei Arme und eine Unterlippe, die beweglich sind. Heute verwenden die Hersteller statt der dicken, selbst getrockneten Rindshaut meist dünneres, durchscheinendes Pergament aus industrieller Produktion. Eine Ausnahme bilden die weiterhin aus dicker Haut gefertigten Spaßmacher, weil sie häufiger gebraucht werden und daher stabiler sein sollten. Ein Figurensatz besteht aus 150 bis 200 Teilen.
Die Achse der Figuren verläuft in einer leichten S-Kurve. Die Oberkörper werden normalerweise frontal gezeigt, die Beine sind etwas gedreht, sodass beide Füße nach einer Seite zeigen. Das Gesicht der männlichen Figuren erscheint stets im Profil, dasjenige der weiblichen Figuren annähernd frontal. Die Gesichter der Helden des javanischen wayang kulit erscheinen dagegen stets im Profil. Ein weiterer Unterschied gegenüber Java ist der unbekleidete Oberkörper der Nang Sida (Sita) und einiger anderer Frauenfiguren, der bis auf den umgehängten Schmuck völlig ausgeschnitten ist und so vor dem weißen Bildschirm hellweiß erscheint.
Die traditionellen Hauptfiguren sind durch ikonographische Eigenheiten charakterisiert. Die Adligen (chao müang, etwa „Herren des Fürstentums“) sind die edlen Helden und ihre Angehörigen, in erster Linie Phra Ram (Rama) und Nang Sida. Sie sind meist an einer siamesischen Spitzkrone und einem Heiligenschein erkennbar. Die Adligen agieren dem Dharma entsprechend, töten nicht mutwillig Lebewesen und redeten früher in einer besonderen Hochsprache. Die Kostümierung der Adligen war Moden unterworfen, weshalb sie in drei Stilrichtungen erscheinen: traditionell, likay und modern. Der nach dem Volkstheater likay bezeichnete Stil ist weniger üppig ornamentiert.
Ihre Gegenspieler in der epischen Literatur, die Dämonen oder Monster (yak, Sanskrit yaksha), verhalten sich grobschlächtig, unsittlich und handeln nach ihren niedrigen Instinkten. Sie haben eine Führungsschicht, die über die einfachen Leute (muang) herrscht und dem König der Dämonen dient. Adlige Dämonen haben zwar Töchter, aber keine Frauen.
Göttliche Wesen (thewada) fliegen am oberen Drittel des Bildschirms entlang und greifen in bestimmten Momenten in das Geschehen auf der Erde ein. Die Geister von Verstorbenen (phi) und die Dämonen (pret, von Sanskrit preta, ein Dämon des Totenreichs, der in der indischen Mythologie zu den Bhutas gehört) verkörpern die Hölle, die nicht als szenische Figur dargestellt wird, ansonsten kommen sie nur selten vor.
Die Einsiedler und Ur-Lehrer (rüsi) bringen den guten Prinzessinnen und Prinzen Wissen und magische Macht bei, einige „rüsi, die das Dharma nicht kennen“ (rüsi anthapan), unterrichten die Dämonen. Diese bei manchen Spielen vorkommenden rüsi sind unabhängig von dem einen rüsi, der bei der Eröffnungszeremonie jedes Schattenspiels auftritt.
Die Diener bewegen sich im Umfeld der Adligen. Während die weiblichen Dienstpersonen von untergeordneter Bedeutung sind, stellen die männlichen Diener die unverzichtbaren Spaßmacher (thua talok) dar, die immer paarweise die Adligen begleiten und die Szenen durch humorvolle, oft anzügliche Dialoge bereichern, in denen es um Religion und Politik geht. Dass sie zum einfachen Volk gehören, zeigt sich an ihrem ungehobelten südthailändischen Dialekt. Wie in anderen Schattenspieltraditionen heben sich die Spaßmacher in ihrem Äußeren deutlich von den anderen Figuren ab. Namentlich sind sechs hauptsächliche und einige weitere Spaßmacher bekannt, manche sind mit Körperteilen von Tieren ausgestattet, alle sind schwarz, abgemagert und strecken einen Hungerbauch über ihrem Sarong hervor. Sie benehmen sich stets daneben und fallen besonders dann auf, wenn sie vergeblich versuchen, die gepflegten, höfischen Umgangsformen der Adligen nachzuahmen. Ansonsten sind ihre Hauptanliegen Essen, Sex und körperliches Wohlbefinden. Die Spaßmacher verfügen nicht über die magischen Kräfte der edlen Helden, gelten aber dennoch als auf eine gewisse Weise mächtig und werden mit lange verstorbenen Ahnen in Verbindung gebracht. Ihre Wertschätzung zeigt sich daran, wie die Spielfiguren meist in die Transportkiste gelegt werden: Über die Dämonen und einfachen Figuren werden die Adligen und Götter gelegt, darüber die Spaßmacher und obenauf kommt der rüsi. Als besonders respektlos gegenüber der Obrigkeit und den Mönchen hebt sich der Spaßmacher Theng hervor. Unter der ländlichen Bevölkerung ist er zu einem Symbol des Volkes geworden.
Weitere Spielfiguren werden je nach Bedarf in Stücken mit aktuellen und politischen Themen eingesetzt: ein reicher Mann, Banditen, Chinesen und westliche Ausländer.

### Hauptspiel

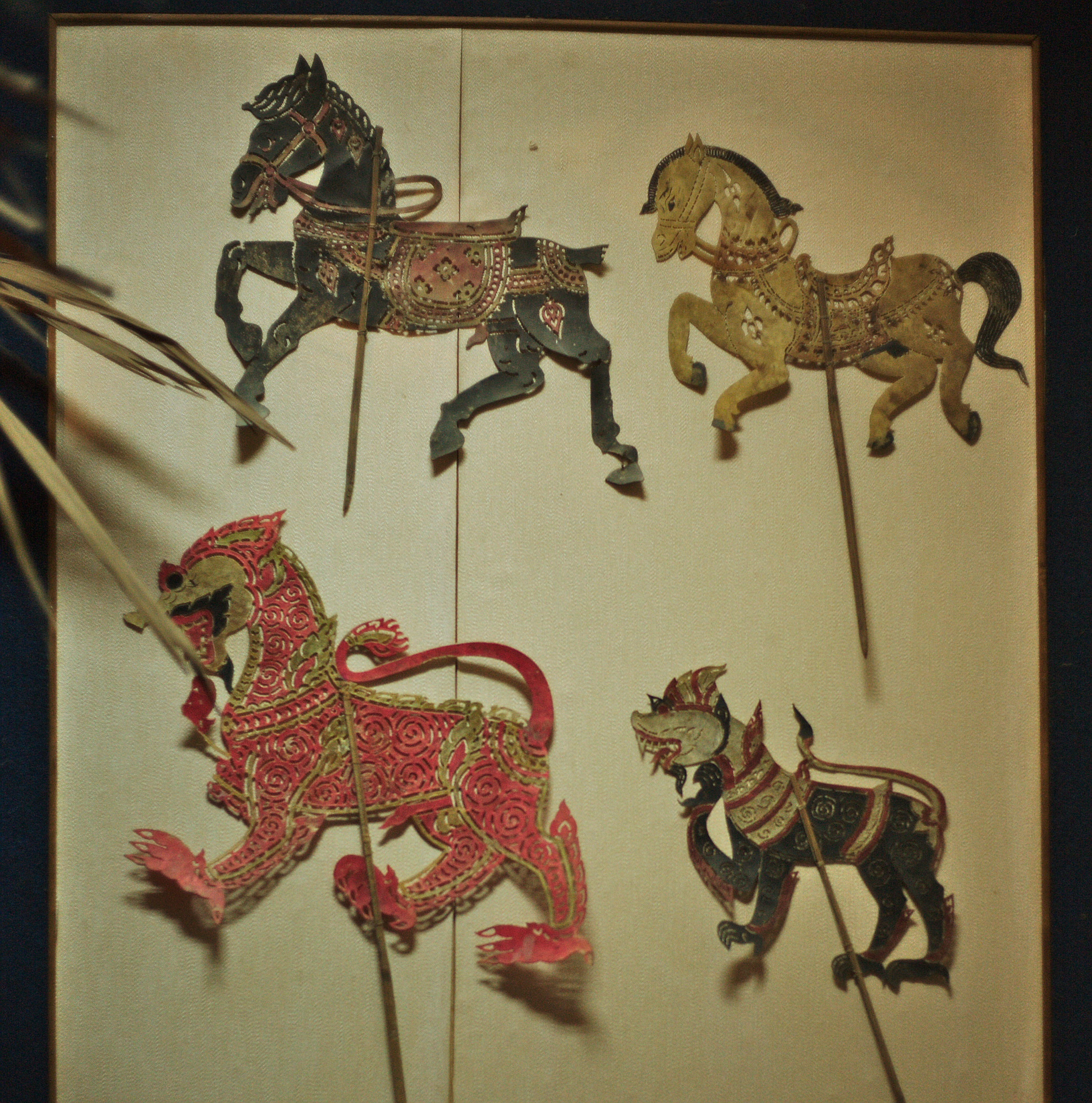
Tierfiguren: Zwei Pferde und zwei Löwinnen

Den aus dem 19. Jahrhundert erhaltenen Puppen nach zu urteilen, wurden damals und bis 1932 wie beim nang yai hauptsächlich regionale Adaptionen des Ramakian, der thailändischen Version des Ramayana aufgeführt. Seitdem folgt die Erzählhandlung nicht mehr eng dem Ramakian, sondern basiert auf einer regionalen mündlichen Tradition, die vom Ramakian und anderen hinduistischen Epen lediglich die Grundstruktur eines großen Kampfes zwischen Gut und Böse übernommen hat und einige Inhalte hinzufügt. Ansonsten können Jatakas (Geschichten aus dem Leben Buddhas) und improvisierte Erzählungen aus dem dörflichen Alltag inszeniert werden. Es kommen wie in den indischen Epen Götter vor, die vom Himmel herabsteigen und in den Kampf gegen Dämonen eingreifen, weil letztere einen Menschen entführt haben, der gerettet werden muss. Das Gute entspricht dem religiösen Gesetz Dharma und siegt letztlich gemäß dem zwangsläufigen Grundprinzip des Lebens (Karma) über das Böse. Bei modernen Inszenierungen mischen die Schattenspieler Handlungen und Figuren aus Fernsehfilmen (mit Cowboys, Gangstern und Barmädchen) hinein. In den Gang der Erzählung sind gesungene Verse integriert, die meist vom Vorführer selbst gedichtet wurden. Früher orientierten sich diese Lieder am Werk des in Bangkok lebenden Dichters Sunthon Phu (1786–1855). Geschichten beginnen häufig mit dem Aufbruch zu einer Reise oder werfen ein Problem auf, das es zu lösen gilt. Separate Abenteuer von mehreren Helden an unterschiedlichen Orten finden nicht immer zu einem gemeinsamen Handlungsstrang zusammen und nachdem sich zahlreiche Freunde bei den Kämpfen beteiligt haben, kann das Stück ohne einen stimmigen Abschluss enden. Eine weitere Ebene der Inszenierung entsteht durch die Spaßmacherfiguren, die seit den 1970er Jahren um einige Typen vermehrt wurden und die aktuelle Sachverhalte und Themen mit einem erzieherischen Auftrag ansprechen.
Die Handlung wird als Erzählung in Versen, in Form von Dialogen und den von Liedern und Späßen durchsetzten Reden der Spaßmacher dargeboten. Am Anfang einer typischen Szene beschreibt der Spielführer in ein oder zwei Versen die äußere Umgebung und die Absichten der einzelnen Charaktere, bevor diese in einen Dialog untereinander treten. Zwischendurch folgen weitere Verse, in denen die Gefühlslage der Figuren und ihre Situation ausgemalt werden. Dies geschieht in der thailändischen Standardsprache, während die Spaßmacher ihre Zwischenkommentare im südthailändischen Dialekt abgeben.
Seit den 1970er Jahren lassen sich im südthailändischen Schattenspiel thematisch drei Richtungen unterscheiden, wobei es stilistische Überschneidungen gibt: die religiös-magische Vorstellung, der traditionelle Stil und der moderne Stil.

## Gesellschaftliche und rituelle Bedeutung

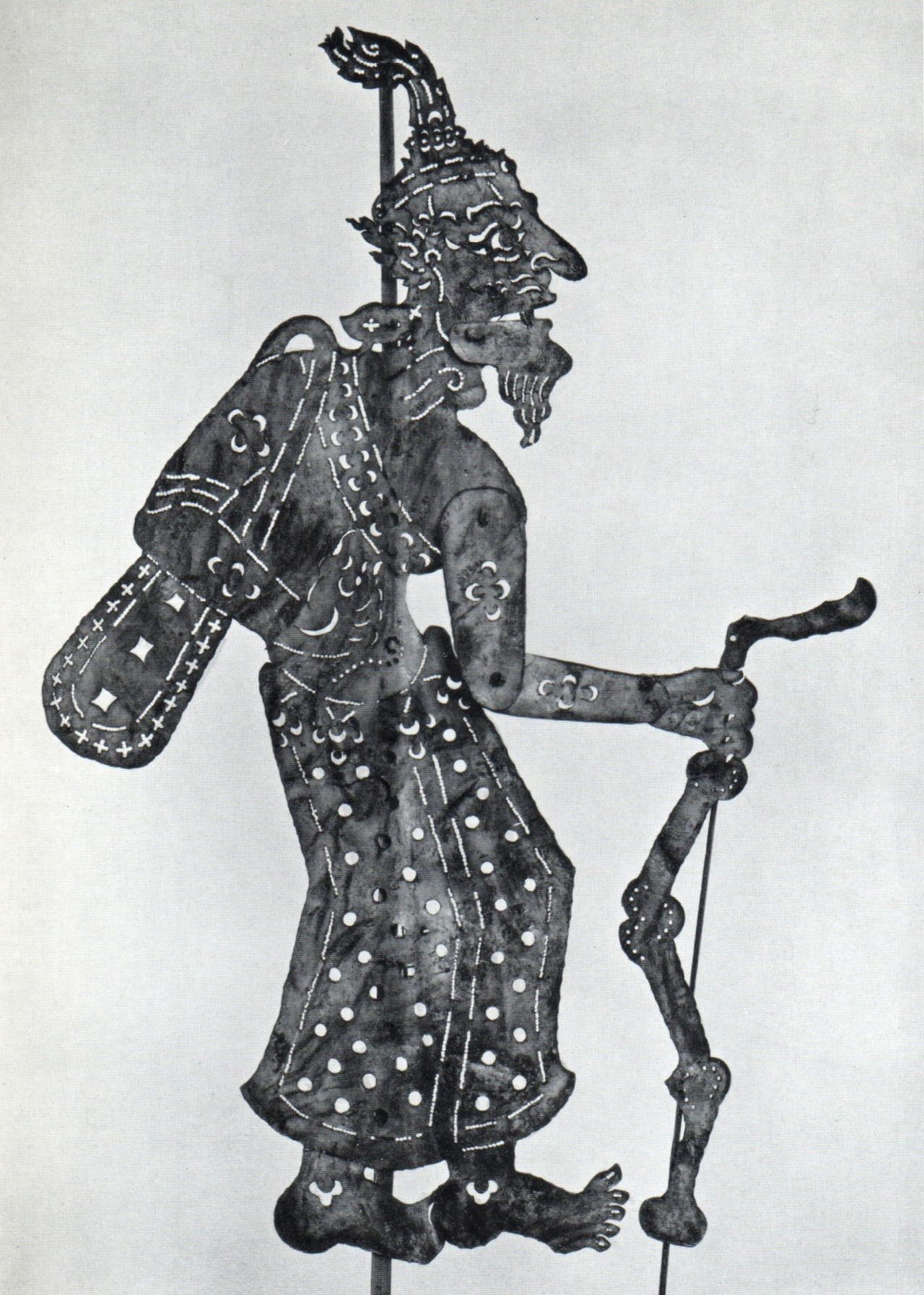
Rüsi, der Einsiedler und Ur-Lehrer. 80 cm hoch, gelbbraune, unbemalte Tierhaut. Ein beweglicher Arm und beweglicher Unterkiefer. Ende 19. Jahrhundert.

Im 19. Jahrhundert war die Region in verschiedene Fürstentümer (müang) aufgeteilt, mit einer Adelsschicht an der Spitze und Leibeigenen (phrai) und Sklaven als deren Untertanen. Hinter der Macht des Herrschers und seiner Fähigkeit, für Wohlstand, Ruhe und Ordnung zu sorgen, stand nach buddhistischem Verständnis das ethische Gesetz (Dharma). Der Herrscher galt als gute, gefürchtete und mit Macht ausgestattete Person (phudi). Fehlte dem Herrscher diese religiös-magische Macht, waren die müang im Begriff, in Unordnung zu geraten oder von Banditen geplündert zu werden. Um dies zu vermeiden und die Macht des Herrschers zu stärken, gab es daher im Schattenspiel eine Szene, die „Erschaffung des müang“ (Tang müang) hieß, in der die Verdienste des Herrschers gepriesen wurden.
Diese von der buddhistischen Lehre definierte Macht stand ausschließlich dem Adel zur Verfügung. Das übrige Volk konnte eine andere Art von magischer Macht erwerben, die saksit („heilig“, „geheiligt“) genannt wird und von Göttern oder anderen himmlischen Wesen ausgeht. Geeignet für diesen Erwerb magischer Macht war die Anrufung (wai khru) der Gottheiten oder eine andere Art der rituellen Verehrung. Manche Leibeigene erwarben sich in ihrer Jugend als Diener in einem Kloster (Wat) von den Mönchen religiöse Kenntnisse und magische Fähigkeiten, die sie im Erwachsenenalter bei ihrer Tätigkeit als Heiler oder eben als Schattenspieler gebrauchen konnten. Frauen erlangten diese Fähigkeiten nicht in einem Wat, sondern bei Heilpraktikern.
Der Schattenspieler (nai nang, dem indonesischen dalang vergleichbar) musste über magische Fähigkeiten verfügen und bei der Anrufungszeremonie wurden diese Fähigkeiten wirksam, weshalb die an den Ur-Lehrer (rüsi) gerichtete Anrufung eine bedeutsame Methode darstellte, um magische Unterstützung zu erhalten und beispielsweise zur Erfüllung eines Gelübdes dienen konnte. Der Auftritt der Spaßmacher sorgte ebenso für die übernatürliche Kraft saksit. Entscheidend für den Puppenspieler war die richtige Auswahl der angerufenen jenseitigen Mächte, denn es galt, mit bestimmten Formeln böswillige Geister fernzuhalten. Schriftliche Anweisungen gab es früher nicht, denn der Schattenspiellehrer gab sowohl die Inhalte der Erzählungen als auch die magischen Formeln nur mündlich an seine Schüler weiter. Die konkrete Weitergabe der magischen Macht erfolgte überwiegend durch Geschenke. Wer zur Erfüllung eines Gelübdes eine Schattenspielvorführung beauftragte, übergab ein Geschenk an den Vorführer und zusätzlich Gaben (ngoen rat) zur Weiterleitung an dessen Lehrer. Letzteres bedeutete für den Vorführer, dass er die Gaben oder im Fall einer Geldspende von dem Geld Lebensmittel kaufte und diese an Mönche überreichte.
Mit der Abschaffung der absoluten Monarchie 1932 änderte sich die Sozialstruktur grundlegend, weil die Leibeigenschaft beendet wurde. Die Fürstentümer (müang) wurden durch zentralstaatlich gelenkte Regionalverwaltungen ersetzt. Die religiöse Grundlage der Volksgemeinschaft wurde auf eine neu konstruierte, nationale Identität übertragen. Das nang talung geriet in den folgenden Jahrzehnten in den Ruf, einer rückwärts gewandten, nicht mehr zeitgemäßen Tradition anzugehören. Während der ersten Regierungszeit von Plaek Phibunsongkhram 1938 bis 1944 mussten sich alle Schattenspieler registrieren lassen und Texte ihrer Vorführungen präsentieren. Außerdem mussten alle „übernatürlichen“ Figuren aus den Szenen entfernt werden. Dies, die Schwierigkeit, für die seit jeher mündlich überlieferten Stücke eine schriftliche Fassung beizubringen und weitere bürokratische Anforderungen trieben viele Schattenspieler zur Aufgabe. In den 1960er Jahren zwang ein Gesetz, die Aufführung um Mitternacht zu beenden, was eine erhebliche Einschränkung bedeutete. Erst nach dem Volksaufstand 1973 wurden die Vorschriften gelockert. Die Schattenspieler äußerten sich überwiegend regierungskritisch und standen nach 1976 unter dem Druck der rechtsgerichteten Militärregierung. Gegen die Zentralregierung gerichtete, politische Aufführungen mit einem marxistischen Blickwinkel hießen nang kaanmuang („politische Theaterspiele“). Bis in die 1980er Jahre machten offizielle Stellen das Schattenspiel für antinationale Stimmungen verantwortlich oder verurteilten es als Hort des Aberglaubens, im besten Fall verhielten sie sich gleichgültig. Eine nunmehr hervorgehobene, eigenständige südthailändische Tradition verhilft dem Schattenspiel zu einer gestiegenen Wertschätzung, die mit einem geänderten Verhältnis zu den inszenierten Geschichten einhergeht. Adlige und Leibeigene kommen nicht mehr in Alltagsschilderungen, sondern nur noch in mythischen Geschichten vor; Dämonen, Spaßmacher und rüsi sollen als Symbole der nationalen Tradition fungieren.
Religiös-magische Vorstellung: Das Schattenspiel kann nach wie vor dazu dienen, Gelübde zu erfüllen. Der Ur-Lehrer (rüsi) spielt weiterhin eine gewichtige Rolle als Übermittler der heiligen Kraft (saksit). Bei solchen Vorstellungen muss der Auftraggeber dem Spielführer eine extra Gebühr für die Anrufung (wai khru) aushändigen, welche in Form von Nahrungsspenden den Mönchen und weiter als gedachtes Opfer den mythischen Ur-Lehrern zukommt. Religiös-magische Vorstellungen stehen am engsten mit der alten Tradition in Verbindung.
Traditioneller Stil: Seit den 1980er Jahren lernen Spielführer nicht mehr wie zuvor ihre Tätigkeit als Jugendliche im buddhistischen Kloster, sondern überwiegend an allgemeinbildenden höheren Schulen, wo das Schattenspiel als ein wesentlicher Aspekt der südthailändischen Kultur unterrichtet wird. Nach dem Militärputsch 1976 erfuhr das traditionelle Schattenspiel eine Wiederbelebung. Seine Befürworter befürchten einen Identitätsverlust des Spiels durch die modernen Tendenzen und beklagen die rein kommerziellen Interessen der modernen Schattenspieler und deren Abkehr von den nationalistischen Zielen. Die religiöse Anrufung (wai khru) und die magischen Formeln (khatha) werden quasi wissenschaftlich zu psychologischen Ritualen umgedeutet, die eine die Persönlichkeit stärkende Funktion haben.
Moderner Stil: Vorstellungen des modernen Stils waren in den 1980er Jahren gegen Eintrittsgeld auf Volksfesten zu sehen. Der bekannteste Schattenspieler dieser Zeit, Nang Phrom Noi, vermarktete das Schattenspiel als ein Produkt, das dem Unterhaltungsbedürfnis des Publikums entgegenkam. Entsprechend der Nachfrage übte er Kritik an der Politik oder machte mehr anzügliche Späße. Da er überwiegend ein jüngeres Publikum ansprach, gehörten zu seinen Themen Liebesgeschichten und das Verhältnis der jüngeren zur älteren Generation. Ein Hauptmerkmal des modernen Stils ist eine möglichst „realistische“ Wiedergabe der Welt, in die mythologische Figuren nicht mehr passen. Aus göttlichen Helden werden arme Männer aus dem Dorf, aus Dämonen und Menschenfressern werden Gierhälse und aus Dienern werden Helfer. Häufig kommen politische Themen und Sozialprobleme vor. Nicht der frühere Dämon verkörpert nunmehr Betrug und Unehrenhaftigkeit, sondern ein Regierungsbeamter. Der kulturelle Wandel und die Identifizierung mit einer eigenen südthailändischen Kultur beendete die Zeitlosigkeit der Schattenspielthemen.